# یانا پچانووا
یانا پچانووا (به انگلیسی: Jana Pechanová) (زادهٔ ۳ مارس ۱۹۸۱) شناگر اهل جمهوری چک است.